# Девичество (фильм)
«Девичество» (фр. Bande de filles) — французский драматический фильм 2014 года. Третий полнометражный фильм французского режиссёра Селин Сьяммы. Фильм рассказывает о жизни молодых чернокожих девушек из парижского пригорода. Был хорошо принят критиками, получил ряд наград на кинофестивалях.

## Сюжет
Мэриэм — скромная и зажатая 16-летняя девочка-подросток африканского происхождения из бедного пригорода Парижа. Она живёт вместе с мамой, которая постоянно на работе, двумя младшими сёстрами и старшим братом. Мэриэм заботится о своих сёстрах и периодически получает нагоняи от брата. Однажды местные хулиганки Леди, Адьяту и Фили предлагают ей поехать с ними потусоваться в Париж. Мэриэм поначалу отказывается, но поскольку с этими хулиганками дружат местные мальчики, среди которых симпатичный ей Исмаэль, она соглашается. Постепенно Мэриэм становится своей в этой компании. В подражание своим новым подругам она расплетает волосы, начинает носить кожаную куртку, золотые украшения и нож в кармане. Банда из четырёх подруг занимается тем, что вымогает деньги у других учениц, ворует одежду в магазинах и препирается с девушками из других подобных женских групп. Иногда они снимают номер в отеле, где веселятся вместе, поют и танцуют, употребляют алкоголь и курят кальян. Отношения же с Исмаэлем у Мэриэм развиваются медленно, так как его смущает, что он является другом её брата.
Как-то девушке из конкурирующей банды в драке один на один удаётся избить Леди и содрать с неё верхнюю одежду, что считается большим позором и унижением. Леди становится разбитой и потерянной. Мэриэм пытается доказать себе, что она тоже на что-то способна. В другой раз уже она избивает хулиганку из другой банды и срывает с неё лифчик. После этого она получает одобрение от Леди и своего брата. Ночью того дня Мэриэм сама отправляется домой к Исмаэлю, чтобы в первый раз заняться сексом. Её брат узнаёт об этом и грубо отчитывает сестру. В закусочной Мэриэм знакомится с наркоторговцем Абу, который предлагает ей работать на него. Мэриэм уходит из дома, чтобы торговать наркотиками. Ей приходится проводить время с наркоторговцами, сутенёрами и проститутками. Чтобы не привлекать к себе лишнее мужское внимание, она обрезает волосы, переходит на мешковатую одежду, а грудь связывает бинтами. Подобное изменение во внешности пугает уже Исмаэля. Эта маскировка не помогает, так как на одной из вечеринок Абу всё же пытается приставать к ней. В отчаянии Мэриэм приходит к Исмаэлю, который предлагает ей жить с ним и вообще выйти за него замуж. Мэриэм принимает решение всё же вернуться домой к матери и сёстрам, но, подумав, не решается переступить порог.

## В ролях

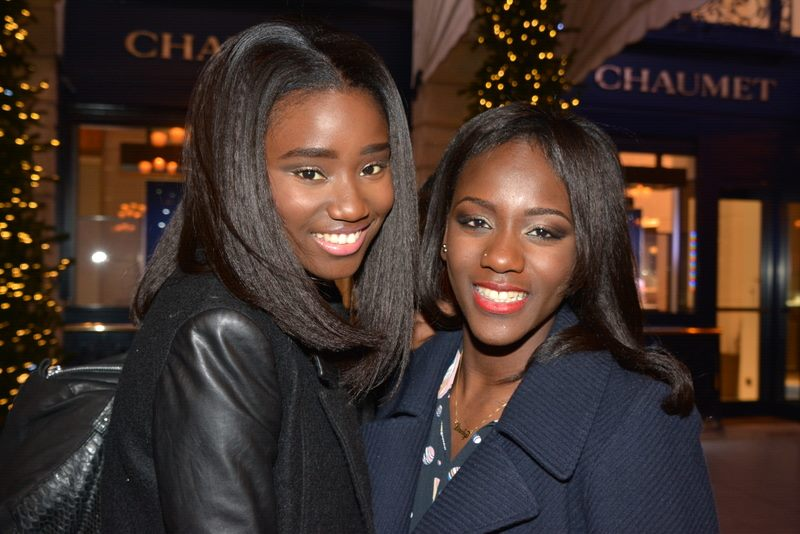
Каридья Туре (Мэриэм) и Асса Силла (Леди) на премии «Сезар» в 2015 году

- Каридья Туре — «Вик» Мэриэм
- Асса Силла — «Леди» Софи
- Линдси Карамо — Адьяту
- Мариету Туре — Фили
- Идрисса Дьябат — Исмаэль
- Симина Сумаре — Бебе
- Сирил Менди — Джибрил
- Джибрил Гуйе — Абу
- Бинта Диоп — Асма
- Ченс Н’Гессан — Мини
- Рабах Наит Уфелла — Кадер
- Дэмиен Шапель — Седрик
- Нина Мелу — Кеди
- Элис Сабьяни — Абдель
- Халем Эль Сабах — Фарида

## Рецензии и награды

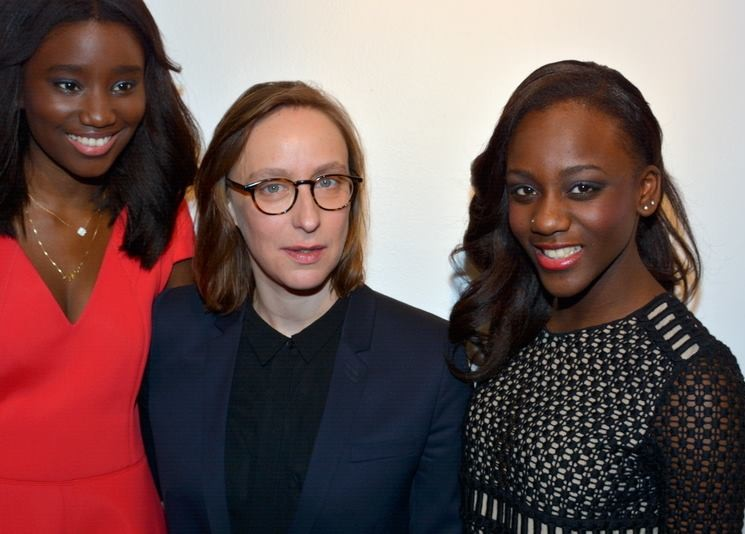
Каридья Туре и Асса Силла с режиссёром фильма Селин Шамма (в центре) на премии «Люмьер» в 2015 году

Фильм был хорошо принят критиками. На сайте Rotten Tomatoes рейтинг «свежести» фильма 96 %. У него 72 положительные рецензии из 75. На сайте Metacritic у фильма 85 баллов из 100 на основе 22 отзывов. Положительные рецензии вышли в San Francisco Chronicle и The New York Times, в рецензии на сайте RogerEbert.com у фильма 3,5 звезды из 4. В целом положительно фильм оценила и французская пресса. С другой стороны фильмом были разочарованы сами чернокожие французские меньшинства. К такому выводу пришёл журналист Africultures, изучая комментарии в социальных сетях.
В 2015 году на кинофестивале в Стокгольме фильм получил главный приз «Бронзовую лошадь» за «Лучший фильм», а также победил в номинации «Лучшая операторская работа». На кинопремии «Люмьер» фильм был отмечен «Специальным призом жюри». У фильма было четыре номинации на премии «Сезар», но ни одной награды здесь фильм не получил.